# Image Award/Bester Serien-Hauptdarsteller – Drama
Image Award: Bester Serien-Hauptdarsteller – Drama (Outstanding Actor in a Drama Series), bis 1995 trug die Kategorie den Titel Outstanding Actor in a Drama Series, Mini-Series or Television Movie.

## 1981–1990
| Jahr | Preisträger  | für     | Nominierungen |
| ---- | ------------ | ------- | ------------- |
| 1990 | Danny Glover | Mandela |               |

## 1991–2000
| Jahr | Preisträger      | für                                         | Nominierungen |
| ---- | ---------------- | ------------------------------------------- | --- |
| 1992 | Blair Underwood  | Mord in Mississippi (Murder in Mississippi) | |
| 1993 | James Earl Jones | Gabriel’s Fire                              | |
| 1994 | Dorian Harewood  | I’ll Fly Away                               | |
| 1995 | Blair Underwood  | L.A. Law – Staranwälte, Tricks, Prozesse    | |
| 1996 | Malik Yoba       | New York Undercover                         | Eriq La Salle für Emergency Room – Die Notaufnahme Andre Braugher für Homicide Yaphet Kotto für Homicide Avery Brooks für Star Trek: Deep Space Nine                            |
| 1997 | Malik Yoba       | New York Undercover                         | Eriq La Salle für Emergency Room – Die Notaufnahme Andre Braugher für Homicide Yaphet Kotto für Homicide Avery Brooks für Star Trek: Deep Space Nine                            |
| 1998 | Malik Yoba       | New York Undercover                         | Richard Roundtree für 413 Hope St. Eriq La Salle für Emergency Room – Die Notaufnahme Andre Braugher für Homicide Yaphet Kotto für Homicide                                     |
| 1999 | Eriq La Salle    | Emergency Room – Die Notaufnahme            | Andre Braugher für Homicide Yaphet Kotto für Homicide Steve Harris für Practice – Die Anwälte Rocky Carroll für Chicago Hope – Endstation Hoffnung                              |
| 2000 | Eriq La Salle    | Emergency Room – Die Notaufnahme            | Steve Harris für Practice – Die Anwälte Jesse L. Martin für Law & Order Adewale Akinnuoye-Agbaje für Oz – Hölle hinter Gittern Michael Beach für Third Watch – Einsatz am Limit |

## 2001–2010
| Jahr | Preisträger       | für                              | Nominierungen |
| ---- | ----------------- | -------------------------------- | --- |
| 2001 | Blair Underwood   | City of Angels                   | Steve Harris für Practice – Die Anwälte Jesse L. Martin für Law & Order Eriq La Salle für Emergency Room – Die Notaufnahme Andre Braugher für Gideon’s Crossing          |
| 2002 | Eriq La Salle     | Emergency Room – Die Notaufnahme | Steve Harris für Practice – Die Anwälte Andre Braugher für Gideon’s Crossing Courtney B. Vance für Criminal Intent – Verbrechen im Visier Ving Rhames für UC: Undercover |
| 2003 | Michael Beach     | Third Watch – Einsatz am Limit   | Bill Bellamy für Fastlane Dennis Haysbert für 24 Mykelti Williamson für Boomtown Andre Braugher für Hack                                                                 |
| 2004 | Steve Harris      | Practice – Die Anwälte           | Dennis Haysbert für 24 Jesse L. Martin für Law & Order Gary Dourdan für CSI: Den Tätern auf der Spur Wendell Pierce für The Wire                                         |
| 2005 | Taye Diggs        | Kevin Hill                       | Jesse L. Martin für Law & Order Gary Dourdan für CSI: Den Tätern auf der Spur Steve Harris für Practice – Die Anwälte Hill Harper für CSI: NY                            |
| 2006 | Isaiah Washington | Grey’s Anatomy                   | Hill Harper für CSI: NY Ice-T für Law & Order: New York Jesse L. Martin für Law & Order Omar Epps für Dr. House                                                          |
| 2007 | Isaiah Washington | Grey’s Anatomy                   | Hill Harper für CSI: NY Jesse L. Martin für Law & Order Dennis Haysbert für The Unit – Eine Frage der Ehre Michael K. Williams für The Wire                              |
| 2008 | Hill Harper       | CSI: NY                          | Jesse L. Martin für Law & Order Anthony Anderson für K-Ville Dennis Haysbert für The Unit – Eine Frage der Ehre Jimmy Smits für Cane                                     |
| 2009 | Hill Harper       | CSI: NY                          | Blair Underwood für In Treatment – Der Therapeut Anthony Anderson für Law & Order Dennis Haysbert für The Unit – Eine Frage der Ehre Omar Epps für Dr. House             |
| 2010 | Hill Harper       | CSI: NY                          | Anthony Anderson für Law & Order LL Cool J für Navy CIS: L.A. Laurence Fishburne für CSI: Den Tätern auf der Spur Taye Diggs für Private Practice                        |